# Брдце (Храстник)
Брдце (словен. Brdce) — поселення в общині Храстник, Засавський регіон, Словенія. Висота над рівнем моря: 397,7 м.